# Walter Laserer

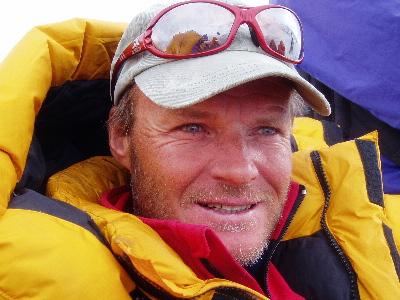
Walter Laserer

Walter Laserer (* 19. Dezember 1961 in Gosau am Dachstein) ist ein österreichischer Bergsteiger. 

## Leben
Er hat als erster Österreicher die sieben höchsten Gipfel aller Kontinente bestiegen und hatte bei jedem Gipfel einen Gast dabei. Walter Laserer ist seit 1983 hauptberuflich als Berg- und Schiführer weltweit tätig.
Als Jugendlicher widmete er sich dem Schifahren abseits der Pisten und später dem Befahren steiler Bergflanken und Eisrinnen. Mit 15 Jahren begann Walter Laserer mit seinen Brüdern Wolf und Herbert zu klettern. Laserer besuchte von 1976 bis 1981 die HBLA für Forstwirtschaft in Bruck an der Mur und begann in dieser Zeit mit dem extremen Bergsteigen im Dachstein, Grazer Bergland, Hochschwab und im Gesäuse.
Nach der Zeit beim Bundesheer schrieb sich Walter Laserer an der TU in Graz für Geodäsie ein und begann gleichzeitig mit der Ausbildung zum staatlich geprüften Berg- und Schiführer. Beim ersten Kurs zur Bergführerausbildung lernte er seinen späteren Partner auf vielen Extrem-Touren, Heli Steinmassl, kennen. Nach der Beendigung der Ausbildungen widmete sich Walter Laserer dem Gleitschirmfliegen. 
1988 gründete Walter Laserer eine Firma und führt sie seither mit seinem Bruder Herbert, der wie er staatlich geprüfter Berg- und Schiführer ist.
Im Mai 2006 erreichte Walter Laserer mit seinen Gästen Markus Büel und Karl Flock den Gipfel des Mount Everest und vervollständigte so die Besteigung aller Seven Summits mit Gästen. Er ist damit der erste Österreicher auf den Gipfeln der Seven Summits, und der erste IVBV-Bergführer weltweit, dem dies mit Gästen gelungen ist. 
2008 führte Walter Laserer mit Helmut Linzbichler (67) den ältesten "Nichtasiaten" auf den Gipfel des Mount Everest.

## Wichtigste Touren
- Erstbegehungen: 
  - Großglockner: Eisnase, Smaragdpfeiler
  - Velebit: Mali Halan Route Pegasus (1984)
  - Dachstein: via romantica, Springenschmidweg,
  - Cordillera Huayhuash: Jirishanca Fly away (1987)

- Winterbegehungen: 
  - Mount McKinley: West buttress (1989)
  - Mont Blanc: Courtes N-Wand solo
  - Eiger-Nordwand mit Heli Steinmassl

- bedeutendste Führungstouren: 
  - Cordillera Blanca: Yerupaja (1997)
  - North West Territories: Lotus Flower Tower
  - Elbrus, Kilimandscharo, Aconcagua, Mount McKinley, Mount Vinson, Carstensz-Pyramide, Mount Everest.

## Veröffentlichungen
- Leben vertikal. Ein Bergführer erzählt. Styria, Graz 2000. ISBN 978-3-222-12815-8 (Erlebnisbericht, Autobiografie)